# آلون آبلسکی
آلون آبلسکی (انگلیسی: Alon Abelski؛ زادهٔ ۲۹ مهٔ ۱۹۸۹) بازیکن فوتبال اهل آلمان است.
از باشگاه‌هایی که در آن بازی کرده‌است می‌توان به باشگاه فوتبال آرمینیا بیله‌فلد و باشگاه فوتبال دویسبورگ اشاره کرد.